# 佐倉川 (千葉県)
佐倉川（さくらがわ）は、千葉県佐倉市を流れる利根川（印旛沼）水系の準用河川である。

## 地理
佐倉市大佐倉付近に源を発し、京成本線に沿って南西方向に流れる。すぐに潜り、将門町付近で地上に上がるが佐倉変電所付近で再度地下へ入る。区画整理された宅地で地上に出ると京成本線を越えて、北側を沿う。京成佐倉駅手前まで800mほど完全な開渠だが、駅付近は暗渠（佐倉川自転車駐車場）になり、その後も河口の鹿島川合流地点まで流路は梁が渡された状態である。京成佐倉駅手前の暗渠開始部（宮前3丁目）より下流方1.23kmが準用河川に指定されている。

## 治水
佐倉川は中心市街地を流れる都市排水路を兼ねた河川である。河口から柏葉橋までの1,600mを改修する計画を策定して1979年（昭和54年）度より用地買収を進め、1985年（昭和60年）度より着工した。またその一環として1990年（平成2年）度より京成佐倉駅前で佐倉川自転車駐車場の整備に着手し、1992年（平成4年）4月に供用開始、翌年度にほぼ完成した。
1991年（平成3年）には台風により溢水し、周辺家屋に浸水被害が見られた。特に9月8日には河川整備が完了していた山崎橋下流で護岸が崩壊することもあった。これを受け河川改修時期を前倒し、国の助成を待たずに早期完成を目指す方針をとり、1995年（平成7年）度に完了した。

## 参考資料
- 佐倉市議会会議録　平成3年10月定例会（10月17日）
- 佐倉市議会会議録　平成5年9月定例会（9月14日）